# 塞什河畔热讷
塞什河畔热讷（法語：Gennes-sur-Seiche，法語發音：[ʒɛn syʁ sɛʃ]）是法国伊勒-维莱讷省的一个市镇，位于该省东南部，属于富热尔-维特雷区。

## 地理
塞什河畔热讷（47°59'19"N, 1°7'25"W）面积18.5 平方千米，位于法国布列塔尼大區伊勒-维莱讷省，该省份为法国西北部沿海省份，位于布列塔尼半岛东部，北濒大西洋，西接阿摩尔滨海省和莫尔比昂省，南至大西洋卢瓦尔省，西南端接曼恩-卢瓦尔省，东临马耶讷省，东北与芒什省接壤。
与塞什河畔热讷接壤的市镇（或旧市镇、城区）包括：阿让特雷迪普莱西、塞什河畔阿瓦耶、布列勒、穆捷、圣日耳曼迪皮内勒、屈耶。

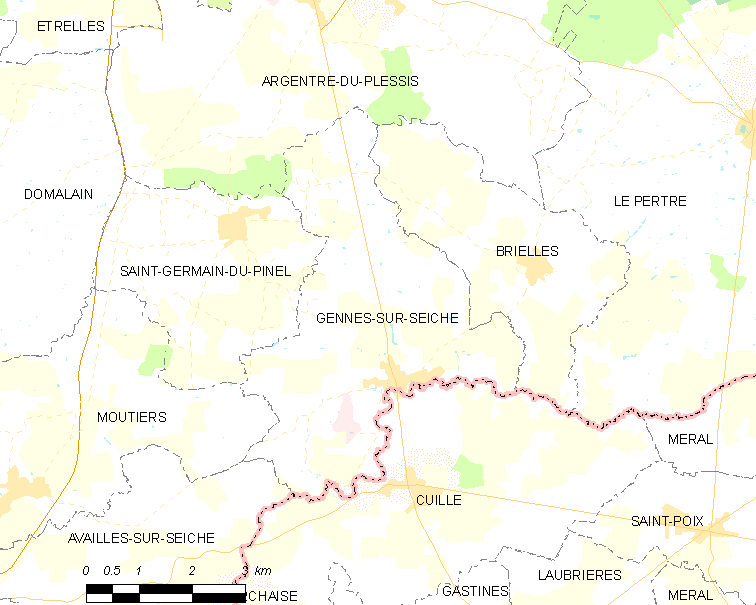
塞什河畔热讷的OSM定位图

塞什河畔热讷的时区为UTC+01:00、UTC+02:00（夏令时）。

## 行政
塞什河畔热讷的邮政编码为35370，INSEE市镇编码为35119。

## 政治
塞什河畔热讷所属的省级选区为布列塔尼地区拉盖尔什县。

## 人口

1962-2008年间塞什河畔热讷人口变化图示

塞什河畔热讷于2022年1月1日时的人口数量为943人。